# Licodia Eubea

Ubicació de Licodia Eubea dins la província

Licodia Eubea (sicilià Licuddìa) és un municipi italià, dins de la ciutat metropolitana de Catània. L'any 2008 tenia 3.198 habitants. Limita amb els municipis de Caltagirone, Chiaramonte Gulfi (RG), Giarratana (RG), Grammichele, Mazzarrone, Mineo, Monterosso Almo (RG) i Vizzini.

## Administració
| Període | Identitat      | Partit |
| ------- | -------------- | ------ |
| 2002-   | Nunzio Li Rosi | MpA    |

## Agermanaments
- Santa Pau